# Carina Benninga
Carina Marguerite Benninga (née le 18 août 1962 à Leyde) est une joueuse de hockey sur gazon néerlandaise, sélectionnée en équipe des Pays-Bas de hockey sur gazon féminin à 158 reprises. 
Elle est sacrée championne olympique en 1984 à Los Angeles et remporte la médaille de bronze aux Jeux olympiques d'été de 1988 à Séoul. Elle est le porte-drapeau des Pays-Bas à la cérémonie d'ouverture des Jeux olympiques d'été de 1992 à Barcelone. Elle est aussi championne du monde en 1990 et championne d'Europe en 1987.
Elle est la sœur du joueur de hockey sur gazon Marc Benninga. 